# Stereocyclops
Stereocyclops es un género de anfibios anuros neotropicales de la familia Microhylidae. Se distribuyen por la vertiente atlántica de Brasil.

## Especies
Se reconocen las 4 especies siguientes según ASW:
- Stereocyclops histrio (Carvalho, 1954)
- Stereocyclops incrassatus Cope, 1870
- Stereocyclops palmipes[2] Caramaschi, Oliveira & Gonçalves Cruz, 2012
- Stereocyclops parkeri (Wettstein, 1934)